# 발리언트 (2005년 영화)
발리언트(Valiant)는 2005년 개봉한 영국의 애니메이션 코미디 영화이다. 뱅가드 애니메이션, 일링 스튜디오, 오디세이 엔터인먼트가 제작하고, 영국에서는 엔터테인먼트 필름 디스트리뷰터스가 2005년 3월 25일에 개봉했고, 미국에서는 월트 디즈니 픽처스가 8월 19일에 개봉했다. 1944년 5월을 배경으로 한 이 영화는 제2차 세계 대전 중 전쟁비둘기 무리의 이야기를 담고 있다. 이 영화는 조지 웹스터의 소설을 원작으로 하며, 전쟁에서 군인들을 도왔던 수백 마리의 비둘기의 실화에서 영감을 받았다.

## 줄거리
1944년 5월, 제2차 세계 대전 중 영국 해협을 건너던 세 마리의 전서구는 중요한 메시지를 전달하려다 독일군 매에게 습격당한다. 두 마리는 죽고, 한 마리(머큐리)는 포로로 잡힌다. 한편, 작은 나무 비둘기 용감이는 전쟁 영웅 거츠의 연설을 듣고 전서구 부대에 자원하기로 결심한다. 런던에서 지저분한 비둘기 버그시를 만나 함께 입대하게 되고, 다른 비둘기들(로프티, 터프우드, 테일페더)과 함께 F 분대를 구성하여 훈련을 받는다.
독일군 매 장군 폰 탈론은 포로 머큐리를 고문하여 메시지 출발지를 알아내고, 부하들과 함께 메시지를 가로채려 한다. 한편, 용감이는 간호 비둘기 빅토리아에게 호감을 느끼고, 부대는 불완전한 훈련에도 불구하고 프랑스로 떠나게 된다. 비행기 사고로 거츠가 실종되고, 프랑스에 도착한 비둘기들은 레지스탕스 쥐들을 만나 메시지를 얻지만, 버그시가 포로로 잡히고 메시지를 빼앗긴다.
용감이는 동료들과 함께 폰 탈론의 기지로 잠입하여 메시지를 되찾고 버그시와 머큐리를 구출한다. 폰 탈론의 추격 속에 용감이는 메시지를 런던으로 전달하고, 그 메시지 덕분에 연합군의 노르망디 상륙 작전 계획이 변경된다. 용감이는 훈장을 받고 빅토리아와 재회하며, 전쟁 중 수많은 생명을 구한 동물들의 공헌을 기리는 메시지로 영화는 마무리된다.

## 출연

### 주연
- 이완 맥그리거
- 릭키 제바이스

### 조연
- 팀 커리
- 짐 브로드벤트
- 휴 로리
- 존 클리즈
- 존 허트
- 핍 토렌스
- 릭 메이올
- 올리비아 윌리암스
- 옥주현
- 브라이언 론즈데일
- 마이클 쉬링만
- 샤론 호갠
- 탁재훈
- 윤택
- 정만호

## 기타
- 협력프로듀서: 마시 레빈
- 배역: 셀레스탸 폭스